# Flugunfall der TAROM bei Cugir
Der Flugunfall der TAROM bei Cugir ereignete sich am 9. Oktober 1964 in der Nähe der rumänischen Stadt Cugir. An diesem Tag brach eine Iljuschin Il-14P der TAROM in der Luft auseinander und stürzte zu Boden. Bei dem Zwischenfall starben alle (nach unterschiedlichen Angaben) 31 oder 32 Insassen. Es handelte sich damit bis zum Jahr 1974 um den schwersten Flugunfall sowohl der TAROM als auch in Rumänien.

## Maschine
Bei der betroffenen Maschine handelte es sich um eine 1956 im VEB Flugzeugwerke Dresden gebaute Il-14P (T) mit der Werknummer 146000902, eine von 80 in der DDR in Lizenz gebauten Il-14. Die Maschine absolvierte im Dezember 1956 ihren Erstflug. Die Maschine wurde anschließend an die TAROM ausgeliefert, bei der sie mit dem Luftfahrzeugkennzeichen YR-ILB zugelassen wurde. Das zweimotorige Mittelstreckenflugzeug war mit zwei Doppelsternmotoren des Typs Schwezow ASch-82T ausgerüstet.

## Passagiere und Besatzung
Es befanden sich 28 Passagiere und eine vierköpfige Besatzung an Bord. Der 32-jährige Flugkapitän Nicolae Matei verfügte über 5.324 Stunden Flugerfahrung, der 29-jährige Erste Offizier Aurelian Iliuţă konnte 5.392 Flugstunden vorweisen, der 43-jährige Bordfunker Traian Moldovan hatte 7.193 Flugstunden absolviert und der 30-jährige Teodor Miu 2.260 Flugstunden.

## Unfallhergang
Am Tag des Unfalls herrschten schwere Stürme über Rumänien. Mit der Maschine wurde ein Inlandslinienflug von Timișoara nach Bukarest-Băneasa durchgeführt, wobei der Start um 19:55 Uhr erfolgte. Aufgrund der schwierigen Wetterverhältnisse war eine Landung auf dem Zielflughafen nicht möglich. Die Flugsicherung leitete die Maschine daraufhin zum Flughafen Craiova um, wo eine Landung aufgrund des Wetters ebenfalls nicht möglich war. Die Piloten wurden daraufhin angewiesen, zu einem Ausweichflughafen im Norden Rumäniens zu fliegen. Auf dem Weg dorthin war die Maschine starken Fallböen und Turbulenzen ausgesetzt. Als die Maschine eine Gebirgskette überflog, ging der Funkkontakt verloren.
Das Wrack der Maschine wurde schließlich weit verstreut in einem aus Feldern und Wäldern bestehendem Gebiet der Stadt Cugir, 55 Kilometer westlich von Hermannstadt (Sibiu) gefunden.

## Ursache
Die große Entfernung der Wrackteile ließ die Ermittler darauf schließen, dass die Maschine in der Luft auseinandergebrochen war. Es konnte schließlich festgestellt werden, dass die Flugzeugstruktur durch eine Fallböe und den Versuch der Piloten, eine horizontale Fluglage zu erhalten, überlastet wurde, weshalb die Iljuschin in der Luft auseinanderbrach.
Schon gleich in der Nacht nach dem Unfall wurde der Flugkapitän Nicolae Matei von zwei Ermittlungskommissionen schuldig gesprochen.